# Apristurus bucephalus
Apristurus bucephalus  (лат.) — один из видов рода чёрных кошачьих акул (Apristurus), семейство кошачьих акул (Scyliorhinidae).

## Ареал
Это малоизученный вид глубоководных кошачьих акул. Эндемик западного побережья Австралии. К настоящему времени было поймано три экземпляра у берегов Перта. Обитает на глубине от 1030 до 1140 м. Размер не менее 73 см. О биологии вида ничего не известно.

## Описание
Верхняя губная борозда равна равна нижней. Предглазничный выступ морды довольно короткий. Грубая голова, ширина которой составляет (расстояние между углами рта) 13,9 % от общей длины тела. Крупный рот шириной 11,% от общего размера. Крупные глазницы (длина 3,7 % от длины тела). Первый спинной плавник немного меньше второго. Его основание находится перед началом брюшных плавников. Длинный анальный плавник с коротким основанием, треугольной формы. Плакоидные чешуйки разбросаны неплотно. Окрас неровный, желтовато-коричневый. Во рту 66 и 55 зубных рядов на верхней и нижней челюсти соответственно. Зубы покрыты пятью гребнями.
Общее количество позвонков — 108.

## Взаимодействие с человеком
Данных для оценки статуса сохранности недостаточно.